# Francesco I de' Medici
Frans I av Toscana (italienska Francesco I de' Medici) av ätten Medici, född 25 mars 1541 i Florens, död 19 oktober 1587 i Poggio a Caiano, var storhertig av Toscana. 

## Biografi
Han efterträdde sin far, Cosimo den store, som storhertig  vid dennes död 1574. Frans var den andre storhertigen av Toscana.
År 1565 gifte sig Frans med Johanna av Österrike, yngsta dotter till den tysk-romerske kejsaren Ferdinand I. Han hade tidigare övervägt att gifta sig med den svenska prinsessan Elisabet Vasa, dotter till Gustav Vasa.
Av Frans och Johannas barn uppnådde endast två döttrar vuxen ålder; en av dem var den blivande franska drottningen Maria av Medici.
Francesco och Bianca dog den 19 respektive 20 oktober 1587, bägge i familjens villa i Poggio a Caiano. De ursprungliga dödsattesterna anger malaria som dödsorsak, men det har funnits många spekulationer om att paret skulle ha blivit förgiftade, möjligen av Francesco's yngre bror Ferdinand I av Toscana. Även om några tidiga forensiska resultat gav visst stöd för denna förgiftningsteori, så har forensiska undersökningar från 2010 funnit spår av parasiten Plasmodium falciparum i skelettresterna av Francesco I. Denna parasit orsakar malaria, vilket är ett starkt stöd för att dödsorsaken verkligen var malariainfektion samt att de officiella dödsattesterna är trovärdiga.
När Frans dog efterträddes han som storhertig av sin yngre bror Ferdinand I.